# Sybra fuscosternalis
Sybra fuscosternalis är en skalbaggsart som beskrevs av Stefan von Breuning 1942. Sybra fuscosternalis ingår i släktet Sybra och familjen långhorningar. Inga underarter finns listade i Catalogue of Life.